# Vestatlantisk stør
Vestatlantisk stør (Acipenser oxyrinchus) er en stor fisk i størfamilien. De voksne fisk lever i havet og yngler i store floder. Der er to underarter: Acipenser oxyrinchus oxyrinchus som lever i Atlanterhavet og Acipenser oxyrinchus desotoi som lever i Den Mexicanske Golf.

## Udseende
Vestatlantisk stør har en langstrakt krop med en lang snude og en asymnetrisk hale. Den kan blive op til 4,3 m lang og veje op til 368 kg. Munden er tandløs og sidder på undersiden af hovedet. Den kan skydes frem så den danner et rør. På undersiden af snuden sidder 4 skægtråde. Kroppen har ingen skæl, men er forsynet med 5 rækker af benplader (også kaldet skjolde), og mindre plader og torne mellem rækkerne. Den er meget svær at kende fra europæisk stør, men har generelt lidt færre rygplader og sideplader end denne, samt benplader med fordybninger og ru kanter imod den europæiske størs mere glatte benplader.

## Levevis
Vestatlantisk stør lever i havet, oftest i brakvand eller kystnært som regel på dybder mindre 40 m, men de er fanget på ned til næsten 100 m's dybde. De glider hen over bunden og spiser muslinger, orme, kredsdyr og småfisk. De kan finde byttet ved hjælp af skægtrådene og et poresystem på undersiden af snuden. Når munden og snuden er begravet i havbunden kan de ånde gennem små spirakelåbninger bag øjnene.
De yngler i store floder med stærk strøm. Vestatlantisk stør har ynglet i mange af de store floder som udmunder i Østersøen, bl.a. Nemunas, Vistula og Oder. Vestatlantisk stør kan lægge  op til 3,76 millioner æg. Æggene klækker efter 5-6 dage, og yngelen bliver i ferskvand eller brakvand i 1-4 år. Når de er 3-8 år gamle søger de til havet om vinteren, efter 8-10 års alderen bliver støren i havet på nær når de gyder. Den ældste kendte vestatlantiske stør var 60 år og 267 cm lang, men det formodes at de kan blive betydeligt ældre.

## Udbredelse
Vestatlantisk stør har været udbredt i det vestlige Atlanterhav og tilstødende floder fra Newfoundland og Labrador i Canada i nord til Florida i USA mod syd.
Molekylære og kvartærzoologiske undersøgelser viste i 2000'erne at den vestatlantiske stør indvandrede til Europa omkring år 200 og blev udbredt i Østersøen og Ladoga- og Onega-søerne. Tidligere havde alle stør i Østersøen været regnet som europæisk stør. Undersøgelserne har bl.a. omfattet genetiske undersøgelser af 250 gamle stører fra Østersøen som nu er i museumssamlinger, bl.a. flere fra Zoologisk Museum i København som er blevet ombestemt fra europæisk stør til vestatlantisk stør. Vestatlantisk stør fortrængte helt europæisk stør fra Østersøen under Den lille istid (ca. 1300-1800), hvor vandet sandsynligvis blev for koldt for den europæiske stør.
Den europæiske bestand af vestatlantisk stør uddøde i 1990'erne. Bestanden i Nordamerika er gået stærkt tilbage, men den fortsat yngler i mindst 14 amerikanske og flere canadiske floder. Der er blevet genudsat vestatlantisk stør i Østersøen fra St. Lawrence- og St. John-floderne i Canada.
Vestatlantisk stør er listet som "næsten truet" på den internationale IUCN-rødliste.
Hverken vestatlantisk stør eller europæisk stør menes nogensinde at have ynglet i danske vandløb, men der har tidligere været fanget stør (både vestatlantisk og europæisk stør) i danske åer, sidste gang i 1945 i Varde Å. C.V. Otterstrøm skrev i 1914 i Danmarks Fauna, bind 15 at der har været fanget stør i de fleste danske åer.